# 15160 Wygoda
A 15160 Wygoda (ideiglenes jelöléssel 2000 FK44) a Naprendszer kisbolygóövében található aszteroida. A LINEAR projekt keretében fedezték fel 2000. március 29-én.